# Krásná Hora
Pour les articles homonymes, voir Krasna.
Krásná Hora (en allemand : Schönberg) est une commune du district de Havlíčkův Brod, dans la région de Vysočina, en Tchéquie. Sa population s'élevait à 529 habitants en 2020.

## Géographie
Krásná Hora se trouve à 8 km à l'ouest de Havlíčkův Brod, à 25 km au nord-nord-ouest de Jihlava et à 91 km à l'est-sud-est de Prague.
La commune est limitée par Nová Ves u Světlé au nord, par Okrouhlice au nord-est, par Havlíčkův Brod, Hurtova Lhota et Květinov à l'est, par Věž au sud, et par Kejžlice, Lipnice nad Sázavou et Světlá nad Sázavou à l'ouest.

## Histoire
La première mention écrite de la localité date de 1379.

## Administration
La commune se compose de neuf quartiers :
- Krásná Hora
- Bezděkov
- Bratroňov
- Broumova Lhota
- Čekánov
- Hlavňov
- Kojkovičky
- Vítonín
- Volichov